# Laura (nome)
Laura  è un nome proprio di persona italiano femminile.

## Varianti
- Femminili: Lora[3]
  - Alterati: Laurana[1], Lauretta[1][3][4], Laurina[1], Lauriana, Laurisa[1], Laurita[1], Laurinda[4], Laurice[6], Lauria[6]
  - Ipocoristici: Lalla
- Maschile: Lauro[2][3][4]

### Varianti in altre lingue
- Catalano: Laura[7]
- Croato: Laura[3]
- Danese: Laura[3]
- Esperanto: Laŭra
- Estone: Laura[3]
- Finlandese: Laura[3]
- Francese: Laure[3]
  - Alterati: Laurette[3], Laurine[3]
- Gallese: Lowri[3][8], Lowry[8]
- Inglese: Laura[3][5]
  - Alterati: Laurie[3]
- Islandese: Lára[3]
- Latino: Laura[3]
- Lituano: Laura
- Norvegese: Laura[3]
- Olandese: Laura[3]
  - Alterati: Laurie[3]
- Polacco: Laura[3]
- Portoghese: Laura[3]
- Rumeno: Laura[3]
- Russo: Лаура (Laura)
- Sloveno: Lavra[3], Laura[3]
- Spagnolo: Laura[3][7]
- Svedese: Laura[3]
- Tedesco: Laura[3]
- Ungherese: Laura[3]

## Origine e diffusione

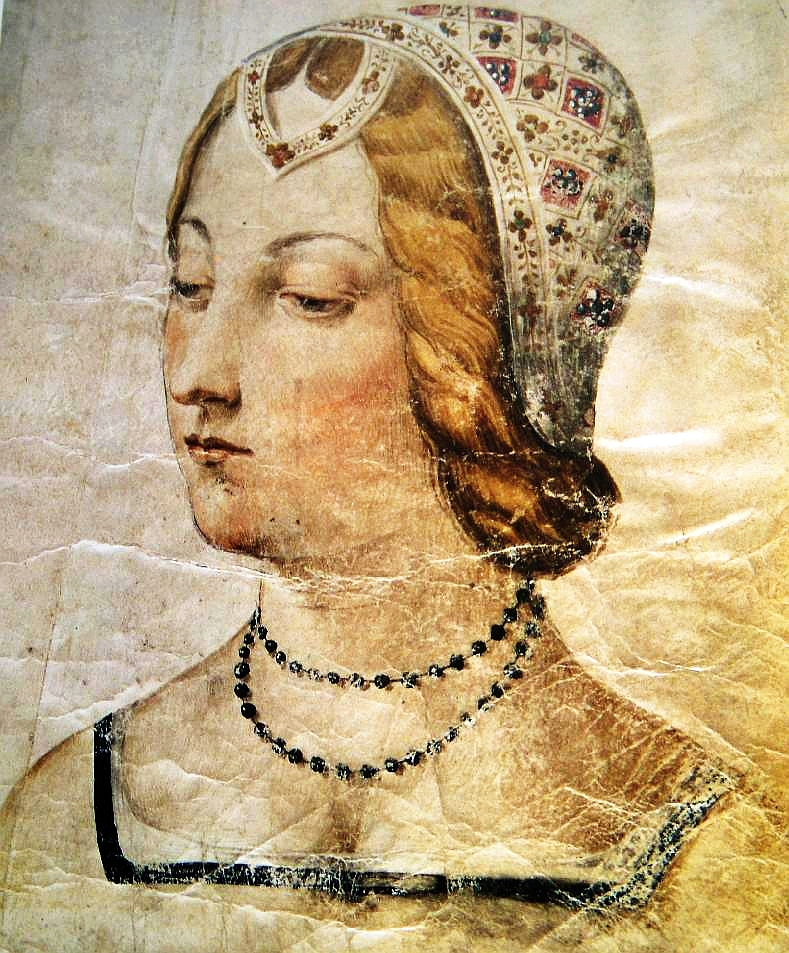
Laura de Noves, musa di Petrarca

Nome latino connesso con laurus, l'alloro, albero sacro al dio Apollo (che trasformò la ninfa Dafne in un albero di questa pianta) e simbolo di sapienza e gloria. Per estensione, indica colei che porta l'alloro, in riferimento alla corona di alloro (laurea) che veniva posta sul capo dei poeti e dei generali vittoriosi e che negli ambienti cristiani è riferita al martirio.
Il nome latino Laurea, trasformatosi successivamente in Laura, si affermò in epoca imperiale sul modello del greco Dafne, rafforzandosi nel Medioevo con la formazione di numerosi alterati e derivati. La grande diffusione in Italia è infine dovuta alla Laura cantata da Francesco Petrarca nel suo Canzoniere e nei Trionfi. Registrato anche in una meno diffusa forma maschile, Lauro, il nome è ampiamente attestato in tutta la penisola tanto da risultare al 14º posto per diffusione nel XX secolo e in leggero declino nei primi anni del XXI secolo  (nel 2004 risultava al 28º posto per popolarità tra le nuove nate). Diffusi in tutta l'Italia sono pure gli alterati Lauretta e Laurina, mentre Laurisa risulta concentrato nelle Venezie.
Per quanto riguarda la lingua inglese, il nome è in uso sin dal XIII secolo, mutuato dall'italiano. Negli Stati Uniti è stato fra i dieci nomi femminili più usati per le nuove nate fra il 1963 e il 1979.
Per etimologia, quindi, il nome è legato a Lorenzo (di cui viene talvolta considerato un derivato) e Laurel, mentre per significato è analogo a Kelila e Dafne.

## Onomastico
L'onomastico si festeggia in genere il 19 ottobre in ricordo di santa Laura, vedova e martire a Cordova nell'anno 864. Con questo nome si ricordano anche, alle date seguenti:
- 22 gennaio, beata Laura Vicuña, vergine[12]
- 29 maggio, santa Laura, religiosa trinitaria, martire a Costantinopoli con altre compagne durante l'invasione turca del 1453
- 20 agosto, santa Laura, "corpo santo" venerato a Pollenza[12]
- 21 ottobre, santa Laura di Santa Caterina da Siena, religiosa, fondatrice delle Suore Missionarie di Maria Immacolata e di Santa Caterina da Siena[12]

## Persone
- Laura Adani, attrice italiana
- Laura Antonelli, attrice italiana

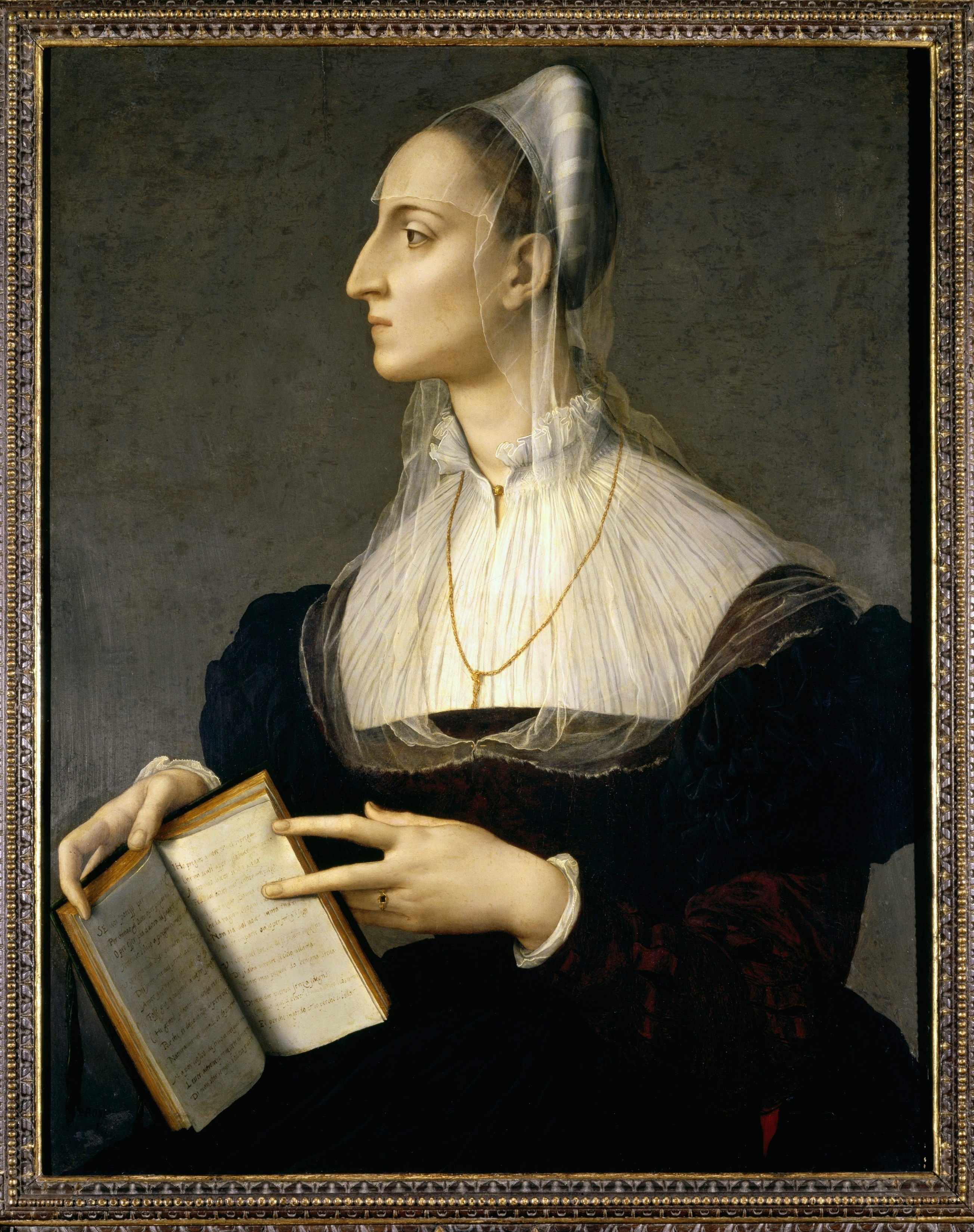
Laura Battiferri

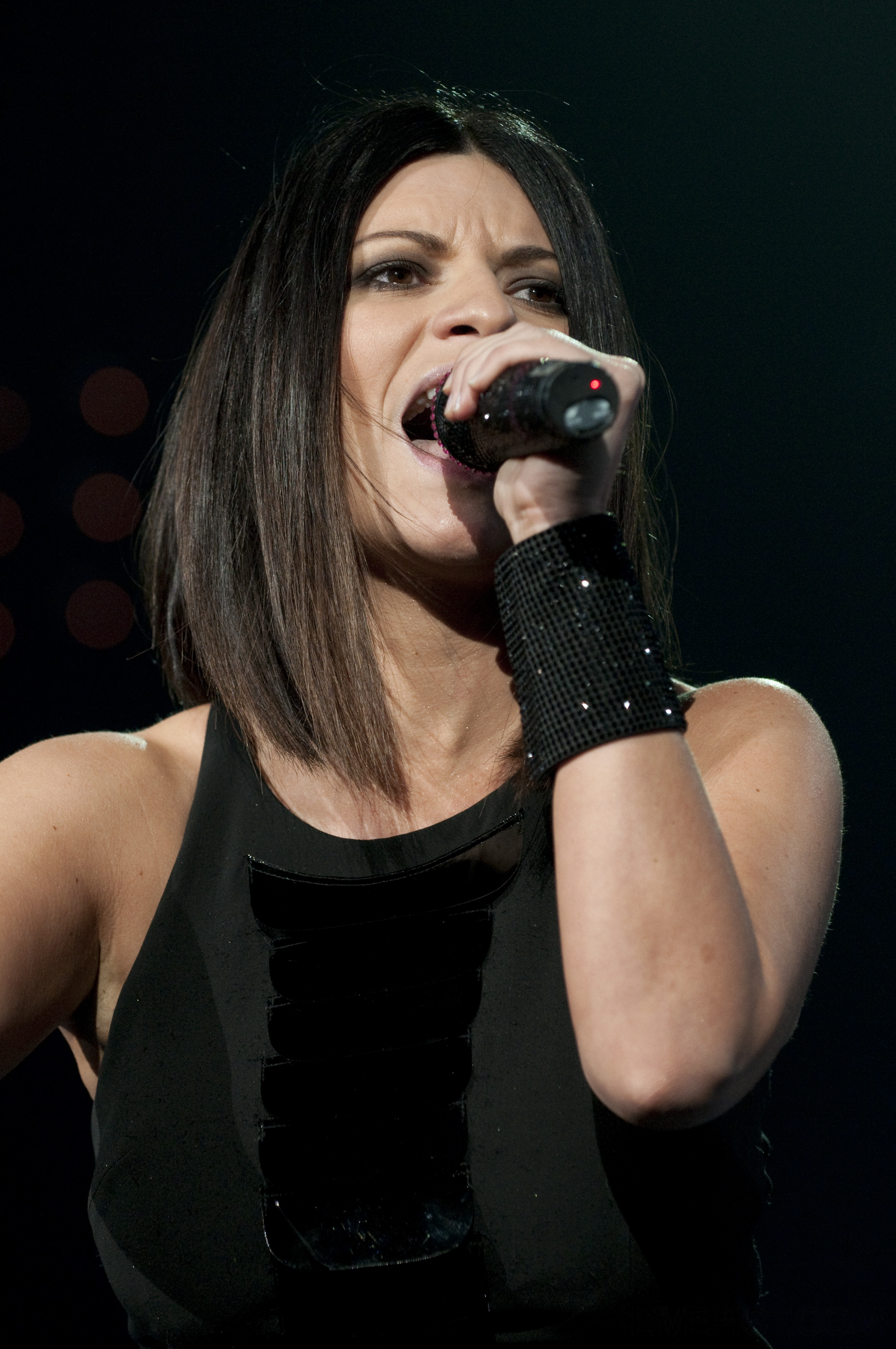
Laura Pausini

- Laura Ashley, stilista, designer e imprenditrice britannica
- Laura Balbo, sociologa e politica italiana
- Laura Bassi, fisica italiana
- Laura Battiferri, poetessa italiana
- Laura Betti, attrice e cantante italiana
- Laura Biagiotti, stilista italiana
- Laura Boldrini, politica e funzionaria italiana
- Laura Bono, cantautrice italiana
- Laura Bush, first lady statunitense
- Laura Carli, attrice e doppiatrice italiana
- Laura Chiatti, attrice italiana
- Laura Conti, partigiana e medica italiana
- Laura de Noves, nobildonna francese, forse identificabile con la Laura amata da Francesco Petrarca
- Laura Dern, attrice statunitense
- Laura Freddi, showgirl, conduttrice televisiva e cantante italiana
- Laura Gemser, attrice, modella e costumista olandese naturalizzata italiana
- Laura Gianoli, doppiatrice, attrice e regista teatrale italiana
- Laura Ingalls Wilder, scrittrice statunitense
- Laura Innes, attrice e regista statunitense
- Laura Lenghi, doppiatrice italiana
- Laura Linney, attrice statunitense
- Laura Mancinelli, germanista, medievista e scrittrice italiana.
- Laura Martinozzi, moglie di Alfonso IV d'Este
- Laura Morante, attrice e regista italiana
- Laura Nyro, compositrice, cantante e pianista statunitense
- Laura Pausini, cantante italiana
- Laura Peperara, cantante, arpista e danzatrice italiana
- Laura Rizzoli, attrice, doppiatrice e direttrice del doppiaggio italiana
- Laura Solera Mantegazza, filantropa italiana.

### Variante Laure

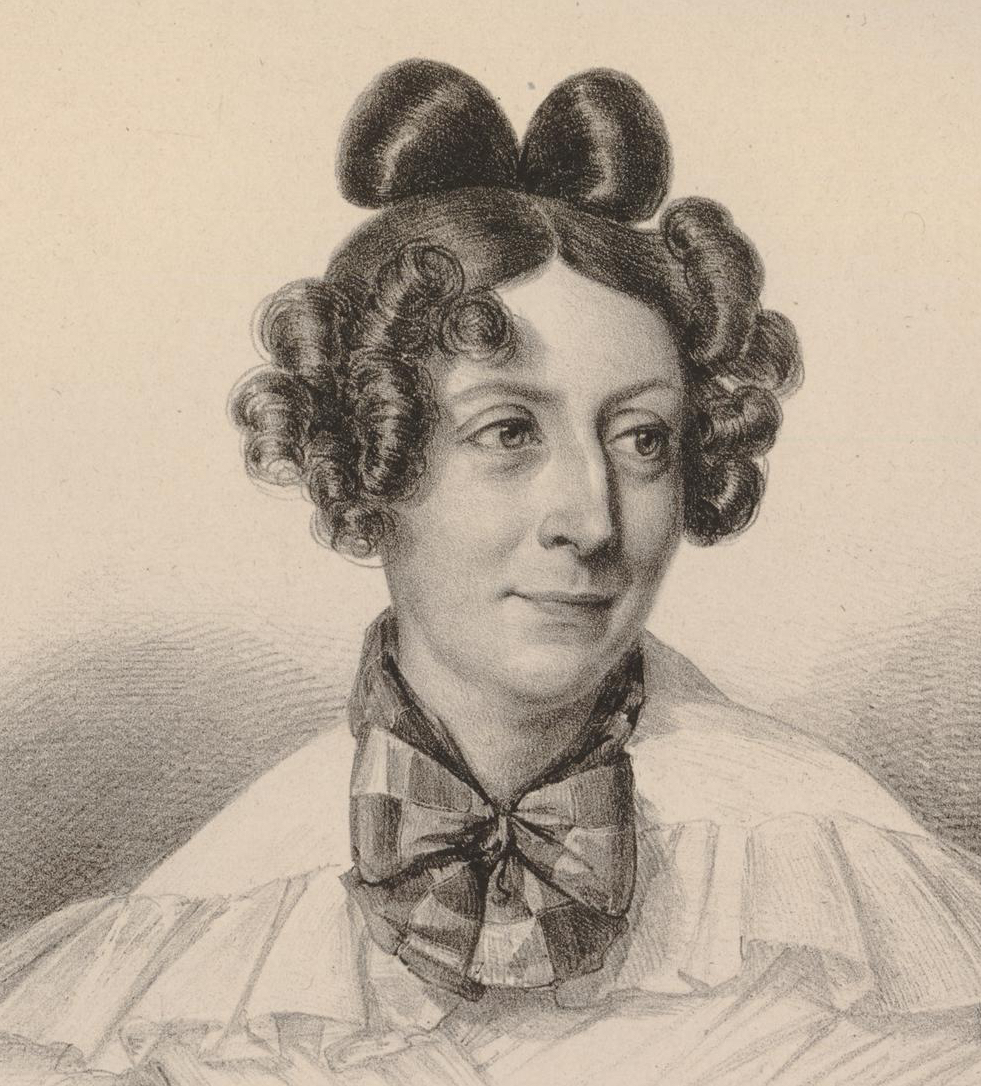
Laure Junot d'Abrantès

- Laure Barthélémy, fondista francese
- Laure Belleville, modella francese
- Laure de Clermont-Tonnerre, attrice e regista francese
- Laure Guibert, attrice francese
- Laure Junot d'Abrantès, scrittrice e memorialista francese
- Laure Manaudou, nuotatrice francese
- Laure Murat, storica e scrittrice francese
- Laure Pequegnot, sciatrice alpina francese

- Laure Sainclair, pornoattrice francese
- Laure Savasta, cestista e allenatrice di pallacanestro francese

### Variante Laurie

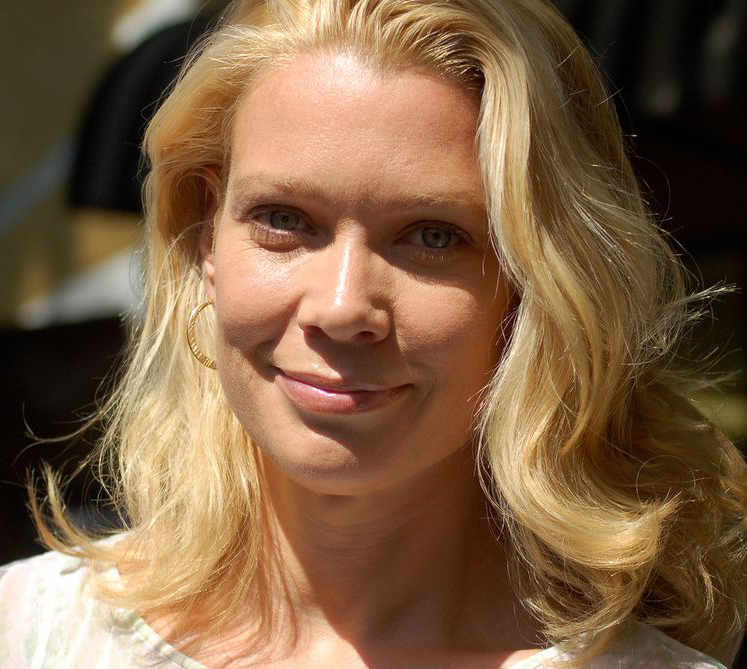
Laurie Holden

- Laurie Anderson, artista, musicista e scrittrice statunitense
- Laurie Berkner, cantante statunitense
- Laurie Dhue, giornalista statunitense
- Laurie Holden, attrice statunitense
- Laurie King, scrittrice statunitense
- Laurie Metcalf, attrice statunitense
- Laurie Walters, attrice statunitense

### Altre varianti
- Lauretta Cipriani, patriota e nobile italiana
- Lauretta Masiero, attrice teatrale italiana
- Laurette Taylor, attrice statunitense

## Il nome nelle arti

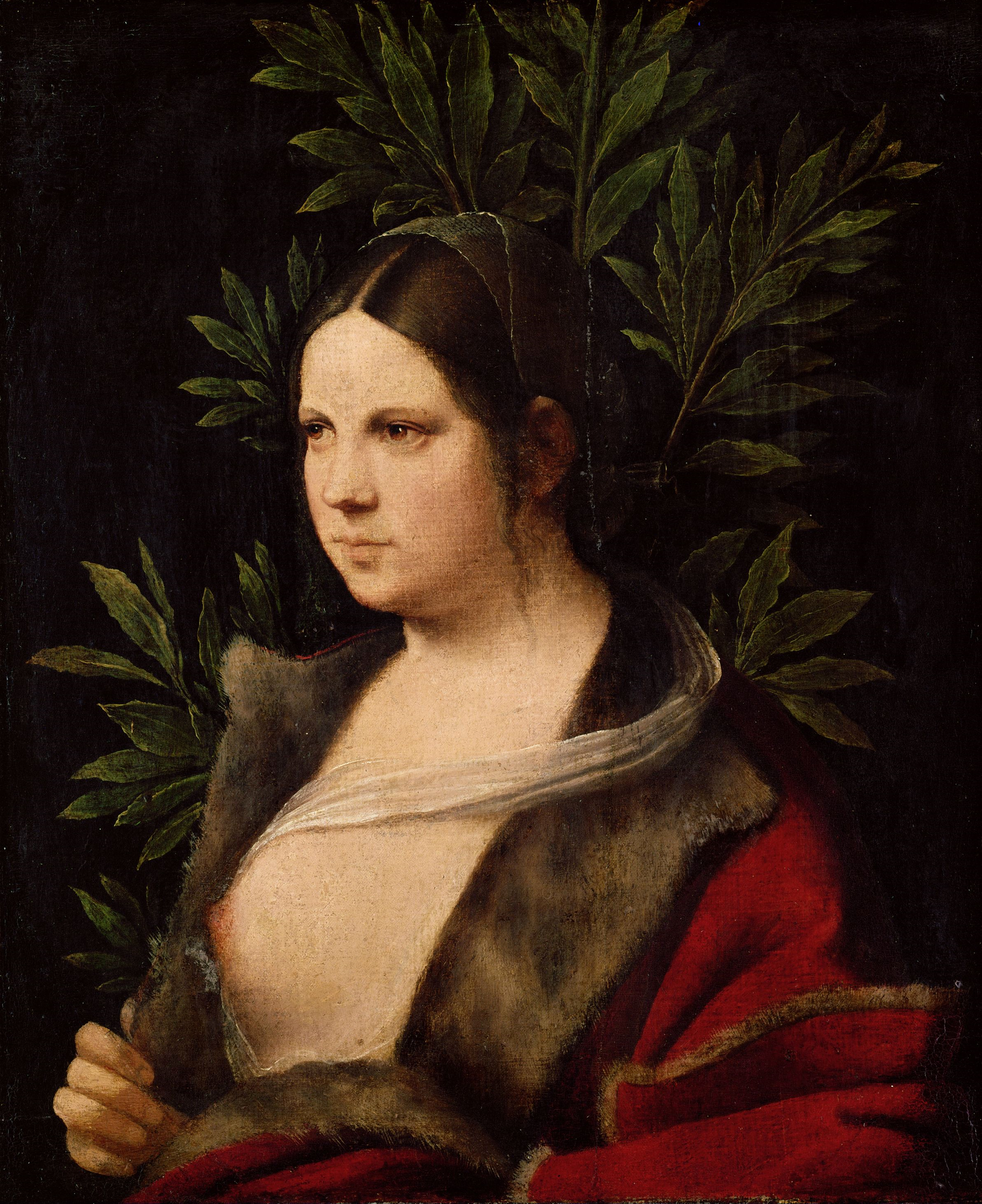
Laura dipinta dal Giorgione

- Laura è un dipinto del 1506 del Giorgione.

### Letteratura
- Laura è la donna celebrata da Francesco Petrarca nel Canzoniere e nei Trionfi.
- Lauretta è una delle sette fanciulle narratrici del Decamerone, raccolta di 100 novelle scritta da Giovanni Boccaccio nel XIV secolo.
- Lauretta è una delle dieci fanciulle narratrici della raccolta di novelle Le piacevoli notti dello scrittore Giovanni Francesco Straparola pubblicate a partire dal 1550.
- Laura, lettere è il titolo di un epistolario scritto da Ugo Foscolo che si rivelò poi un abbozzo della sua celebre opera Ultime lettere di Jacopo Ortis.
- Laura è un romanzo del 1943 di Vera Caspary.
- Intorno a Laura è un romanzo scritto nel 1991 da Lara Cardella.

### Cinema
- Lauretta Campo è un personaggio dei film Il signor Max (1937, regia di Mario Camerini) e Il conte Max (1957, regia di Giorgio Bianchi).
- Vertigine (titolo originale: Laura) è un film noir del 1944 di Otto Preminger, tratto dal romanzo di Vera Caspary. Dal tema musicale, composto da David Raksin, venne tratto un celebre brano, anch'esso avente per titolo Laura, con testo di Johnny Mercer.
- Laura Landini è la protagonista del film del 1983 Flirt, diretto da Roberto Russo.
- Laura è un film del 1987 di Peter Ily Huemer.
- Laura Forbicioni è un personaggio del film del 1988 Mignon è partita, diretto da Francesca Archibugi.
- Laura è la protagonista femminile del film del 2013 Goool!.

### Musica
- Laura Adorno è uno dei personaggi dell'opera La Gioconda (1876) di Amilcare Ponchielli su libretto di Arrigo Boito.
- Lauretta è un personaggio dell'opera lirica Gianni Schicchi (1919) di Giacomo Puccini.
- A donne di nome Laura sono state intitolate canzoni da Vasco Rossi (Canzoni per me), Billy Joel, Fabio Concato, Modà (A Laura), Roberto Carlos (Lady Laura), Nek (Laura non c'è), Marlene Kuntz (Senza peso), Collage (No Laura no), Baustelle (Amen), Eugenio Finardi, Michele (Dite a Laura che l'amo), Ciro Sebastianelli, Roberto Vecchioni (Canzone per Laura), Enrico Musiani (Lauretta mia).

### Televisione
- Laura Del Fiore è un personaggio della serie televisiva Tutti pazzi per amore.
- Laura Ingalls è un personaggio delle serie televisiva La casa nella prateria.
- Laura Massera è un personaggio della serie televisiva I liceali.
- Laura Palmer è il nome della protagonista della serie televisiva I segreti di Twin Peaks.
- Storia di Laura è un film TV italiano del 2011, diretto da Andrea Porporati e con protagonista Isabella Ferrari.
- Laura Roslin è un personaggio della serie televisiva Battlestar Galactica.

### Fumetti e cartoni
- Laura (Lunch) è un personaggio dell'anime Dragon Ball.
- Laura zombie e Laura umana sono personaggi del manga ed anime One Piece di Eiichirō Oda.
- Laura è il titolo di un anime giapponese.
- Laura Powers è uno dei personaggi della serie TV I Simpson.
- Laura Kinney è un personaggio fumettistico della Marvel Comics.